# 萊克鎮區 (伊利諾伊州克林頓縣)
萊克鎮區（英語：Lake Township）是位於美國伊利諾伊州克林頓縣的一個行政鎮區。

## 地方資料
根據2010年美國人口普查的數據，萊克鎮區的面積為77.50平方千米，當中陸地面積為77.00平方千米，而水域面積為0.30平方千米。當地共有人口946人，而人口密度為每平方千米12.21人。